# Anaglyptus higashiyamai
Anaglyptus higashiyamai là một loài bọ cánh cứng trong họ Cerambycidae.